# Spirou et les Hommes-bulles
Spirou et les Hommes-bulles est la cinquante-troisième histoire de la série Spirou et Fantasio d'André Franquin et Jean Roba. Elle est publiée pour la première fois dans Le Parisien Libéré en 1960 (du 23/24 janvier au 4/5 juin).

## Univers

### Synopsis
Spirou, Fantasio et le comte de Champignac apprennent que John Helena, dit « La Murène » s'est évadé. En effet, le célèbre truand, avec l'aide d'un complice, a réussi à atteindre un avion dissimulé dans un sous-bois, et à déjouer ainsi la vigilance des policiers — très vraisemblablement, dans l'intention de s'emparer de l'or du « Discret », qui n'a toujours pas été récupéré par les autorités, faute de disposer d'un sous-marin adéquat (cf. Le Repaire de la murène).
Or le comte vient juste d'être informé que le sous-marin de poche qu'il a inventé — le seul engin qui aurait permis de plonger jusqu'à l'épave — vient d'être volé. Cependant le comte révèle à ses amis qu'il en a fait fabriquer trois autres, et qu'il est temps pour eux de retourner dans le sud pour se mettre au service de la police et ainsi, aider à contrer les intentions malveillantes de John Héléna. 
Arrivés sur place avec le premier des trois nouveaux sous-marins, Spirou, Fantasio, le comte, Spip et le marsupilami sont aimablement hébergés par Herbert d'Oups, un notable très attaché au silence et à la tranquillité. 
Le lendemain, ils apprennent avec stupéfaction qu'un saboteur masqué d'un foulard a contraint les ouvriers de l'atelier de mécanique à détruire les deux autres sous-marins commandés par le comte. Pendant que Spirou, Fantasio, le comte et monsieur d'Oups se rendent immédiatement à l'atelier pour constater les dégâts, le saboteur masqué s'introduit dans la villa avec l'intention de dynamiter le troisième sous-marin du comte. Fort heureusement, le marsupilami resté sur place empêche le dynamiteur d'accomplir son forfait et le met en fuite : le sous-marin restant est donc épargné. 
Pendant ce temps, John Héléna effectue une plongée grâce au sous-marin qu'il a dérobé au comte. Parvenu à l'épave du « Discret », il se rend compte que, pendant son emprisonnement, quelqu'un a pénétré dans son repaire, sans doute pour s'emparer des stupéfiants qu'il y avait entreposés. 
Afin de tester le nouveau sous-marin de poche du comte, Spirou décide de faire une première plongée. À 200 m sous la surface, non loin de l'épave du « Discret », il croit apercevoir une vache et pense être victime d'une hallucination. Tout aussi mystérieusement, le marsupilami ramène des profondeurs une grappe de raisin, puis, plus tard, un poulet rôti. 
Plus tard, en fouillant un bateau de pêche, Spirou et l'inspecteur Rascasse découvrent John Héléna et son complice inanimés — évoquant dans leur délire une attaque d'« hommes-bulles » —, ainsi que tout l'or du « Discret ». Les deux hors-la-loi ayant été a priori empoisonnés par du cassoulet en boîte, l'affaire de « La Murène » semble désormais classée. 
Le sous-marin d'Héléna, également retrouvé dans la soute du navire, est restitué au comte, mais, rapidement, ce dernier constate que l'appareil a été subtilement saboté. Ces récents rebondissements paraissent bien étranges à Spirou, lequel soupçonne une mise en scène et décide de poursuivre son enquête.
Au cours d'une nouvelle plongée en direction de l'épave, le héros est à son tour agressé par les « hommes-bulles » — des individus dans des sous-marins de poche de forme arrondie —, qui le poursuivent, et auxquels il échappe grâce aux performances techniques de l'appareil du comte. 
Plus tard, tandis que Spirou et ses amis sont invités au restaurant par monsieur d'Oups, le saboteur essaie une nouvelle fois de faire sauter le sous-marin. De retour à la villa, Spirou — qui nourrit des suspicions à l'encontre de leur hôte — laisse croire à ce dernier qu'il abandonne l'enquête à la suite de ce nouvel acte de sabotage, alors qu'en réalité, grâce à une ruse du héros, le sous-marin détruit est celui qui était déjà endommagé.
Parti enquêter à la villa du Cap Rose, Spirou y découvre une machine qui envoie de l'air dans l'épave. Malheureusement, quelqu'un l'assomme et le capture. 
Lorsqu'il reprend connaissance, il est en présence de monsieur d'Oups, qu'il soupçonnait donc à juste titre. Celui-ci explique au héros qu'il a effectivement tenté de les éloigner de l'épave parce qu'il utilise les machines du repaire d'Héléna, non pour des raisons crapuleuses, mais pour alimenter en oxygène une cité sous-marine de sa création, « Korallion-la-Ville-Bulle », où tous deux se trouvent actuellement. Et monsieur d'Oups tient par-dessus tout à ce que ce « paradis » reste à l'abri de la vaine agitation, du bruit et des journalistes. Finalement convaincu des bonnes intentions de son interlocuteur, Spirou informe celui-ci qu'il faut rapidement avertir le comte de Champignac et Fantasio, qui appelleront la police s'il n'est pas de retour avant 4 h 00. 
Spirou et Herbert d'Oups remontent rapidement à la surface et, après quelques explications, Fantasio et le comte promettent de garder le secret de « Korallion-la-Ville-Bulle ».

### Personnages
- Spirou
- Fantasio
- Spip
- Le marsupilami
- Le comte de Champignac
- John Héléna, dit « la Murène »
- Marco
- Herbert d'Oups (première apparition)
- Dupilon. Franquin fait apparaître ce personnage, pharmacien de Champignac et ivrogne patenté, durant l'évasion d'Héléna, au début de l'histoire. Or, même si la situation géographique de Champignac n'est jamais précisée, l'introduction mentionne clairement que l'évasion a lieu à 700 kilomètres au sud du village : la présence de Dupilon paraît donc incohérente. Il est vrai cependant que l'ivrogne en question n'est pas désigné par son nom : il peut donc s'agir d'un sosie. Si tel n'est pas le cas, l'auteur a évidemment toute liberté de promener Dupilon loin de Champignac.

### Véhicules sous-marins
Le sous-marin du comte de Champignac est encore utilisé dans l'épisode.
Une version modernisée lui est ajoutée. Extérieurement, la différence avec le précédent (la version d'origine) tient à la forme de l'habitacle, dotée d'un front globicéphale, au lieu d'être hémisphérique, à l'instar des torpilles automobiles classiques. Le phare se trouve reculé au niveau du menton de l'appareil.
L'un des sous-marins du Discret est toujours en service.

## Publication

### Revues
L'histoire est publiée pour la première fois dans Le Parisien libéré entre janvier et juin 1960 (du numéro 4781 au 4895).